# Mephisto (autômato)
Mephisto foi um autômato que supostamente jogava xadrez, criado por Charles Gumpel em 1878, sendo controlado secretamente em outra sala por meios eletromecânicos. 
Mephisto foi exibido regularmente, chegando a ter seu próprio clube de xadrez em Londres. Foi originalmente operado pelo mestre de enxadrismo Isidor Gunsberg e posteriormente por Jean Taubenhaus, depois que a máquina foi para Paris em 1889.